# Möbius (Familienname)
Möbius oder Moebius  ist ein deutscher Familienname.

## Namensherkunft
Möbius stellt eine Latinisierung von Möbus aus der Zeit des Humanismus dar, angeglichen an lateinische Familiennamen auf -ius (Fabius, Aemilius usw.). Möbus wiederum, sowie zahlreiche ähnliche Varianten wie Mebus, Mewus usw., sind Kurzformen von Bartholomäus, mit typischem Einschub eines Konsonanten (hier b) zwischen zwei getrennt zu sprechende Vokale.

## Künstlername
- Mœbius/Moebius (1938–2012), französischer Comiczeichner und -scenarist, siehe Jean Giraud

## Namensträger
- Adolf Eckert-Möbius (1889–1976), deutscher Mediziner
- Adriana Möbius (* 1991), deutsch-ecuadorianisch-französische Schauspielerin und Synchronsprecherin
- August Ferdinand Möbius (1790–1868), deutscher Mathematiker und Astronom
- Bernhard Moebius (1851–1898), deutscher Metallurg und Erfinder
- Christian Möbius (* 1966), deutscher Politiker
- Dieter Moebius (Schauspieler), deutscher Schauspieler
- Dieter Moebius (Musiker) (1944–2015), schweizerisch-deutscher Musiker
- Dieter Möbius (Fußballspieler) (* 1929), deutscher Fußballspieler
- Eberhard Möbius (1926–2020), deutscher Kabarettist, Schauspieler, Regisseur und Buchautor
- Ernst Möbius (Entomologe) (Ernst Theodor Adolph Möbius; 1869–1945), deutscher Tiermediziner und Entomologe
- Ernst Möbius (Politiker) (1871–1947), deutscher Kaufmann und Politiker (DDP)
- Ernst-Wolfgang Moebius (1920–2013), deutscher Mediziner und Motorsportfunktionär
- Friedrich Möbius (Kunsthistoriker) (1928–2024), deutscher Kunst- und Architekturhistoriker
- Friedrich August Möbius (1869–1939), deutscher Lehrer und Mundartdichter
- Georg Möbius (1616–1697), deutscher Theologe
- Gert Möbius (* 1943), deutscher Autor und Drehbuchautor
- Gottfried Möbius (1611–1664), deutscher Mediziner
- Günter Möbius (Mediziner) (1921–2003), deutscher Pathologe und Rechtsmediziner
- Günter Möbius (Sportfunktionär) (1928–2015), deutscher Sportfunktionär
- Hanno Möbius (* 1941), deutscher Germanist und Medienwissenschaftler
- Hans Möbius (1895–1977), deutscher Archäologe
- Hans-Heinrich Möbius (1929–2011), deutscher Chemiker
- Helga Möbius (* 1935), deutsche Kunsthistorikerin, Hochschullehrerin und Autorin
- Joeline Möbius (* 1992), deutsche Turnerin
- Justin Möbius (* 1997), deutscher Fußballspieler
- Karl Möbius (Bildhauer) (1876–1953), deutscher Bildhauer
- Karl Möbius (Leichtathlet) (1897–1965), deutscher Leichtathlet
- Karl August Möbius (1825–1908), deutscher Zoologe
- Karl Heinz Möbius (1913–1976), deutscher Theologe und Priester
- Klaus Möbius (1936–2024), deutscher Physiker
- Kurt Möbius (Widerstandskämpfer), deutscher Widerstandskämpfer
- Kurt Möbius (Feuerwehrfunktionär) (1908–1993), deutscher Chemiker und Feuerwehrfunktionär
- Mark Moebius (* 1973), deutscher Komponist
- Martin Möbius (Botaniker) (1859–1946), deutscher Botaniker
- Martin Möbius, ein Pseudonym von Otto Julius Bierbaum (1865–1910), deutscher Journalist und Schriftsteller
- Martin Möbius (Jurist) (* 1888; † nach 1944), deutscher Verwaltungsjurist
- Martin Richard Möbius (1892–um 1952), deutscher Schriftsteller
- Max Möbius (1901–1978), deutscher Maler und Grafiker
- Paul Möbius (Pädagoge) (1825–1889), deutscher Pädagoge und Schriftsteller
- Paul Möbius (Architekt) (1866–1907), deutscher Architekt
- Paul Julius Möbius (1853–1907), deutscher Neurologe und Psychiater
- Peter Möbius (Autor) (1941–2020), deutscher Autor, Regisseur, Bühnenbildner und Zeichner
- Peter Paul Möbius (auch P. P. Möbius; * 1908), deutscher Schriftsteller und Journalist
- Ralph Christian Möbius, Geburtsname von Rio Reiser (1950–1996), deutscher Musiker
- Regine Möbius (* 1943), deutsche Schriftstellerin
- Reinhold Möbius (Politiker, I), deutscher Politiker, MdL Sachsen
- Reinhold Möbius (Politiker, 1898) (1898–1980), österreichischer Politiker (CSP), Abgeordneter zum Nationalrat
- Renate Möbius (1952–2013), deutsche Politikerin (SPD)
- Richard Möbius (Architekt) (1859–1945), deutscher Architekt und Baubeamter
- Richard Möbius (Pilot) († 1985), deutscher Pilot, siehe Kap Möbius
- Roland Moebius (1929–2020), österreichischer Architekt
- Rolf Moebius (1915–2004), deutscher Schauspieler
- Rudolf Möbius (1921–nach 1955), deutscher Fußballspieler
- Sascha Möbius (* 1968), deutscher Historiker
- Stephan Moebius (* 1973), deutscher Soziologe und Kulturwissenschaftler
- Theodor Möbius (1821–1890), deutscher Nordist
- Tommy Möbius (* 1975), deutscher Koch
- Walter Möbius (Fotograf) (1900–1959), deutscher Fotograf
- Walter Möbius (Maler) (1902–1979), deutscher Maler und Grafiker
- Walter Möbius (Mediziner) (* 1937), deutscher Arzt, Hochschulprofessor und Buchautor
- Walter Möbius (Jurist) (* 1949), Jurist und Autor
- Werner Moebius (* 1965), österreichischer Musiker
- Wilfried Möbius (1914–1996), deutscher Gynäkologe und Geburtshelfer
- Willy Möbius (1879–1964), deutscher Physiker

## Fiktive Figuren
- Adelheid Möbius, Titelfigur der Fernsehserie Adelheid und ihre Mörder
  - ihr Ex-Mann Eugen Möbius
  - der gemeinsame Sohn Holger Möbius
- Johann Wilhelm Möbius, Hauptfigur des Dramas Die Physiker von Friedrich Dürrenmatt